# Verwaltungsgemeinschaft Creuzburg

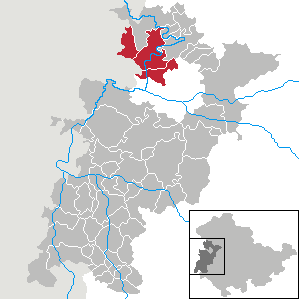
Lage der ehemaligen Verwaltungsgemeinschaft im Wartburgkreis

Die Verwaltungsgemeinschaft Creuzburg lag im Wartburgkreis in Thüringen. In ihr hatten sich die Stadt Creuzburg (Stadt sowie Ortsteil Scherbda) und die Gemeinden Krauthausen (mit den Ortsteilen Pferdsdorf, Spichra, Ütteroda) sowie Ifta zur Erledigung ihrer Verwaltungsgeschäfte zusammengeschlossen.

## Geschichte
Die Verwaltungsgemeinschaft wurde am 12. August 1994 gegründet.
Mit Bekanntwerden des Ausscheidens des Verwaltungsgemeinschaftsvorsitzenden Rene Weisheit zum 30. Juni 2012, der bei den Kommunalwahlen in Thüringen 2012 zum Bürgermeister der Stadt Berka/Werra gewählt wurde und dieses Amt am 1. Juli 2012 antrat, wurden Verhandlungen über eine Auflösung der Verwaltungsgemeinschaft Creuzburg und einen schnellstmöglichen Beitritt der drei Mitgliedskommunen zur benachbarten Verwaltungsgemeinschaft Mihla aufgenommen worden. Die angestrebte Fusion wurde jedoch nicht in das Thüringer Gesetz zur freiwilligen Neugliederung kreisangehöriger Gemeinden im Jahr 2012 aufgenommen. Nach dem Thüringer Gesetz zur freiwilligen Neugliederung kreisangehöriger Gemeinden im Jahr 2013 wurden die bisherigen Mitgliedsgemeinden der Verwaltungsgemeinschaft Creuzburg der Verwaltungsgemeinschaft Mihla zugeordnet und die Verwaltungsgemeinschaft Creuzburg zum 31. Dezember 2013 aufgelöst.

### Einwohnerentwicklung
Entwicklung der Einwohnerzahl:
| - 1995: 5036 - 2000: 5638 - 2005: 5547 - 2010: 5262 - 2012: 5202 |

 Datenquelle: ab 1994 Thüringer Landesamt für Statistik – Werte vom 31. Dezember